# Cormocephalus
Cormocephalus är ett släkte av mångfotingar. Cormocephalus ingår i familjen Scolopendridae.

## Dottertaxa tillCormocephalus, i alfabetisk ordning[1]
- Cormocephalus abundantis
- Cormocephalus aeruginosus
- Cormocephalus albidus
- Cormocephalus amazonae
- Cormocephalus ambiguus
- Cormocephalus amphieurys
- Cormocephalus andinus
- Cormocephalus anechinus
- Cormocephalus aurantiipes
- Cormocephalus bevianus
- Cormocephalus bonaerius
- Cormocephalus brachyceras
- Cormocephalus brasiliensis
- Cormocephalus brincki
- Cormocephalus bungalbinensis
- Cormocephalus buttneri
- Cormocephalus cognatus
- Cormocephalus coynei
- Cormocephalus cupipes
- Cormocephalus denticaudus
- Cormocephalus dentipes
- Cormocephalus deventeri
- Cormocephalus devylderi
- Cormocephalus edithae
- Cormocephalus esulcatus
- Cormocephalus facilis
- Cormocephalus ferox
- Cormocephalus flavescens
- Cormocephalus fontinalis
- Cormocephalus gervaisianus
- Cormocephalus glabratus
- Cormocephalus granulipes
- Cormocephalus granulosus
- Cormocephalus guildingii
- Cormocephalus hartmeyeri
- Cormocephalus hirtipes
- Cormocephalus humilis
- Cormocephalus impressus
- Cormocephalus impulsus
- Cormocephalus incongruens
- Cormocephalus inermipes
- Cormocephalus inermis
- Cormocephalus inopinatus
- Cormocephalus insulanus
- Cormocephalus katangensis
- Cormocephalus kraepelini
- Cormocephalus laevipes
- Cormocephalus lineatus
- Cormocephalus lissadellensis
- Cormocephalus longipes
- Cormocephalus macrosestrus
- Cormocephalus maritimo
- Cormocephalus mecistopus
- Cormocephalus mecutinus
- Cormocephalus mediosulcatus
- Cormocephalus milloti
- Cormocephalus minor
- Cormocephalus mixtus
- Cormocephalus monilicornis
- Cormocephalus monteithi
- Cormocephalus multispinosus
- Cormocephalus multispinus
- Cormocephalus mundus
- Cormocephalus neocaledonicus
- Cormocephalus nigrificatus
- Cormocephalus nitidus
- Cormocephalus novaehollandiae
- Cormocephalus nudipes
- Cormocephalus oligoporus
- Cormocephalus pallidus
- Cormocephalus parcespinatus
- Cormocephalus philippinensis
- Cormocephalus pilosus
- Cormocephalus pontifex
- Cormocephalus pseudopunctatus
- Cormocephalus punctatus
- Cormocephalus pustulatus
- Cormocephalus pygmaeus
- Cormocephalus rhodesianus
- Cormocephalus rubriceps
- Cormocephalus rugosus
- Cormocephalus setiger
- Cormocephalus similis
- Cormocephalus spinosior
- Cormocephalus strigosus
- Cormocephalus subspinulosus
- Cormocephalus tingonus
- Cormocephalus tricuspis
- Cormocephalus tumidus
- Cormocephalus turneri
- Cormocephalus ungueserratus
- Cormocephalus ungulatus
- Cormocephalus venezuelianus
- Cormocephalus westangelasensis
- Cormocephalus westwoodi